# Az ördög jobb és bal keze
Az ördög jobb és bal keze (eredeti cím olaszul: Lo chiamavano Trinità, angolul: They Call Me Trinity) 1970-ben bemutatott olasz western-vígjáték, melynek főszereplői Bud Spencer és Terence Hill. A film műfajának remeke és paródiája egyben. Az élőszereplős játékfilm rendezője és írója E.B. Clucher, producerei Joseph E. Levine, Donald Taylor és Italo Zingarelli, zeneszerzője Franco Micalizzi. A mozifilm a West Film gyártásában készült, a Delta forgalmazásában jelent meg. 
Olaszországban 1970. december 22-én, Amerikában 1971. november 4-én, Magyarországon 1988. augusztus 11-én mutatták be a mozikban.
Itt alakult igazán a Spencer-Hill duó jellegzetes stílusa, a nem durvának, hanem komikusnak ható vér nélküli verekedésekkel.[forrás?]
A film népszerűségét mutatja, hogy angol nyelvterületen Terence Hill egyéb filmjeinek címébe is gyakran belevették a forgalmazók a Trinity nevet. A filmnek van történelmi alapja is: a középpontban mormonok állnak, akiket akár mészárlás árán, de el akarnak űzni a lakóhelyükről. 1838-ban hasonló okok miatt öltek meg mormonokat a Haun-malom mellett.[forrás?]

## Cselekmény
A magát csak Szentléleknek nevező idegen a prérin poroszkál lovával, majd betér egy út menti ivóba, ahol rövid úton lepuffant két fejvadászt, és sebesült foglyukat magával viszi. Nemsokára egy városkába ér és meglepetten értesül róla, hogy bátyja, Bumburnyák a helyi seriff. Miután az helyre tesz néhány kötözködő fickót, rajta van a sor, hogy megdöbbenjen öccse, Szentlélek megjelenésén, aki szállást kér tőle. Bumburnyák nem örül az öccse megjelenésének, mert ahol ő felbukkan, ott hamarosan elszabadul a pokol. És valóban, miután szimpatizálni kezd a közeli mormon közösséggel, akiket a helyi hatalmasság szeretne elűzni, hamar összeakasztja a bajuszt a pribékekkel pár kiosztott pofonnal és pisztolylövéssel. Bumburnyák dühöng, mert ő csak szépen, csendben meg akarta húzni magát, most viszont rá vár a feladat, hogy rendet tegyen a felbolydult helyzetben, amit még egy Mezcal nevű bandita is továbbszínez...

## Szereplők
| Szerep               | Színész            | Magyar hang       |
| -------------------- | ------------------ | ----------------- |
| Trinity (Szentlélek) | Terence Hill       | Ujréti László     |
| Bambino (Bumburnyák) | Bud Spencer        | Bujtor István     |
| Jonathan             | Steffen Zacharias  | Dobránszky Zoltán |
| Harriman őrnagy      | Farley Granger     | Kovács István     |
| Toby testvér         | Dan Sturkie        | Kristóf Tibor     |
| Mezcal               | Remo Capitani      | Kránitz Lajos     |
| Judith               | Elena Pedemonte    | Frajt Edit        |
| Sarah                | Gisela Hahn        | Kiss Erika        |
| Görény               | Ezio Marano        | Sörös Sándor      |
| Mimóza               | Luciano Rossi      | Lesznek Tibor     |
| Jeff                 | Riccardo Pizzuti   | Matus György      |
| Börtöntöltelék       | Michele Cimarosa   | Kiss Gábor        |
| Fogadós              | Luigi Bonos        | Szoó György       |
| Bérgyilkos, Mortimer | Dominico Barto     | Nagy Gábor        |
| Bérgyilkos           | Tony Norton        | Nagy Gábor        |
| Emiliano             | Thomas Rudy        | Ujlaki Dénes      |
| Fejvadászok          | Gaetano Imbró      | Balázsi Gyula     |
| Fejvadászok          | Antonio Monselesan | Kisfalussy Bálint |
| Sánta seriff         | Ugo Sasso          | Simon György      |
| Őrszem testvér       | Herman Reynoso     | Beregi Péter      |

További magyar hangok: Antal László, Botár Endre, Dengyel Iván, Galgóczy Imre, Huszár László, Wohlmuth István

## Televíziós megjelenések
RTL Klub, Film+, Cool, Film+ 2, Mozi+, TV2, PRIME, Moziverzum